# Бромид-дииодид бора
Бромид-дииодид бора — неорганическое соединение, 
бора, брома и иода с формулой BBrI2,
бесцветная жидкость,
реагирует с водой.

## Физические свойства
Бромид-дииодид бора образует бесцветную жидкость.

## Химические свойства
- Реагирует с водой:

{\displaystyle {\mathsf {BBrI_{2}+3H_{2}O\ {\xrightarrow {}}\ B(OH)_{3}+HBr+2HI}}}